# Lee Jung-baek
Lee Jung-baek (* 27. August 1986) ist ein südkoreanischer Ringer. Er ist zweifacher Asienmeister im griechisch-römischen Stil im Bantamgewicht.

## Werdegang
Lee Jung-baek begann im Jahre 2001 als Jugendlicher mit dem Ringen. Er konzentriert sich dabei auf den griechisch-römischen Stil. Er ist Mitglied des Ringerclubs der Kyong-Nam-Universität und wird von An Dae-hyun trainiert. Bei einer Größe von 1,60 Metern startete er bisher immer in der leichtesten Gewichtsklasse im Männerringen, dem Bantamgewicht, das bis 55 kg Körpergewicht reicht.
Im Juni 2006 nahm er erstmals an einer internationalen Meisterschaft teil. Er belegte dabei bei der asiatischen Juniorenmeisterschaft in Jeju/Südkorea hinter dem Ausnahmeringer Hamid Soryan Reihanpour aus dem Iran den 2. Platz. Bei der Junioren-Weltmeisterschaft dieses Jahres in Vilnius, bei der er wieder gegen Reihanpour verlor, kam er auf den 7. Platz.
Im Jahre 2006 wurde er in Alma-Ata (Astana) erstmals Asienmeister bei den Senioren. Er verwies dabei Cha Kwang-Su, Nordkorea, Hamid Banitamin, Iran und Akbar Kusijew, Usbekistan auf die Plätze. Im Jahre 2007 konnte er diesen Titel nicht verteidigen, kam aber bei der Asienmeisterschaft in Bischkek hinter Hamid Soryan Reihanpour und Cha Kwang-Su auf den 3. Platz.
In den Jahren 2008 bis 2010 kam er bei keinen internationalen Meisterschaften zum Einsatz. 2011 belegte er dann bei der Asienmeisterschaft in Taschkent hinter Arsen Eralijew aus Kirgisistan und Ildar Hafisow aus Usbekistan den 3. Platz und 2012 wurde er in Gumi/Südkorea erneut Asienmeister vor Elmurat Tasmuradow, Usbekistan und Kanybek Dscholtschubekow, Kirgisistan. 2012 wurde er auch beim Olympia-Qualifikations-Turnier in Astana eingesetzt, verfehlte dort aber mit einem 7. Platz klar die Qualifikationsnorm. Im Mai 2012 gelang ihm ein Sieg beim Welt-Cup in Saransk vor Hamid Soryan Reihanpour. Bei den Olympischen Spielen 2012 wurde der südkoreanischen Ringerverband aber von Choi Gyu-jin vertreten.

## Internationale Erfolge
| Jahr | Platz | Wettbewerb                                   | Gewichtsklasse | Ergebnisse |
| 2005 | 2.    | Asiatische Juniorenmeisterschaft in Jeju     | Bantam         | hinter Hamid Soryan Reihanpour, Iran, vor Ryo Minemura, Japan und Schanat Nurgasin, Kasachstan |
| 2005 | 7.    | Junioren-WM in Vilnius                       | Bantam         | nach einem Sieg über Vadims Zovnarenko, Lettland, einer Niederlage gegen Hamid Soryan Reihanpour, einem Sieg über Kazuma Kuramoto, Japan und einer Niederlage gegen Baurschan Orasbekow, Kasachstan |
| 2006 | 2.    | Welt-Cup in Budapest                         | Bantam         | hinter Bayram Özdemir, Türkei, vor Jagniel Hernandez, Kuba und Sergei Petrow, Russland |
| 2006 | 1.    | Asienmeisterschaft in Alma-Ata               | Bantam         | vor Cha Kwang-Su, Nordkorea, Hamid Banitamin, Iran und Akbar Kusijew, Usbekistan |
| 2007 | 3.    | Asienmeisterschaft in Bischkek               | Bantam         | hinter Hamid Soryan Reihanpour und Cha Kwang-Su |
| 2008 | 2.    | Welt-Cup in Szombathely                      | Bantam         | hinter Nasir Mankijew, Russland, vor Peter Modos, Ungarn und Pour Yasin Bahrami, Iran |
| 2010 | 1.    | Golden-Grand-Prix in Szombathely             | Bantam         | vor Rövşən Bayramov, Aserbaidschan, Rajinder kumar, Indien und Kohei Hasegawa, Japan |
| 2010 | 3.    | Golden-Grand-Prix in Baku                    | Bantam         | hinter Peter Modos und Kohei Hasegawa |
| 2011 | 2.    | Grand-Prix von Slowenien in Murska Sobota    | Bantam         | hinter Roman Amojan, Armenien, vor Jan Hocko, Tschechien und Bekchan Mankijew, Russland |
| 2011 | 7.    | Dan Kolow & Nikola Petrow-Memorial in Burgas | Bantam         | Sieger: Alexandar Kostadinow vor Wenelin Wenkow, beide Bulgarien |
| 2011 | 3.    | Asienmeisterschaft in Taschkent              | Bantam         | hinter Arsen Eralijew, Kirgisistan und Ildar Hafisow, Usbekistan |
| 2012 | 1.    | Asienmeisterschaft in Gumi/Südkorea          | Bantam         | vor Elmurat Tasmuradow, Usbekistan und Kanybek Dscholtschubekow, Kirgisistan |
| 2012 | 7.    | Olympia-Qualif.-Turnier in Astana            | Bantam         | Sieger: Kohei Hasegawa vor Hamid Soryan Reihanpour |
| 2012 | 1.    | Welt-Cup in Saransk                          | Bantam         | vor Hamid Soryan Reihanpour und Madi Scharbolow, Kasachstan |

## Erläuterungen
- alle Wettbewerbe im griechisch-römischen Stil
- WM = Weltmeisterschaft
- Bantamgewicht, Gewichtsklasse bis 55 kg Körpergewicht